# پریوات‌بانک

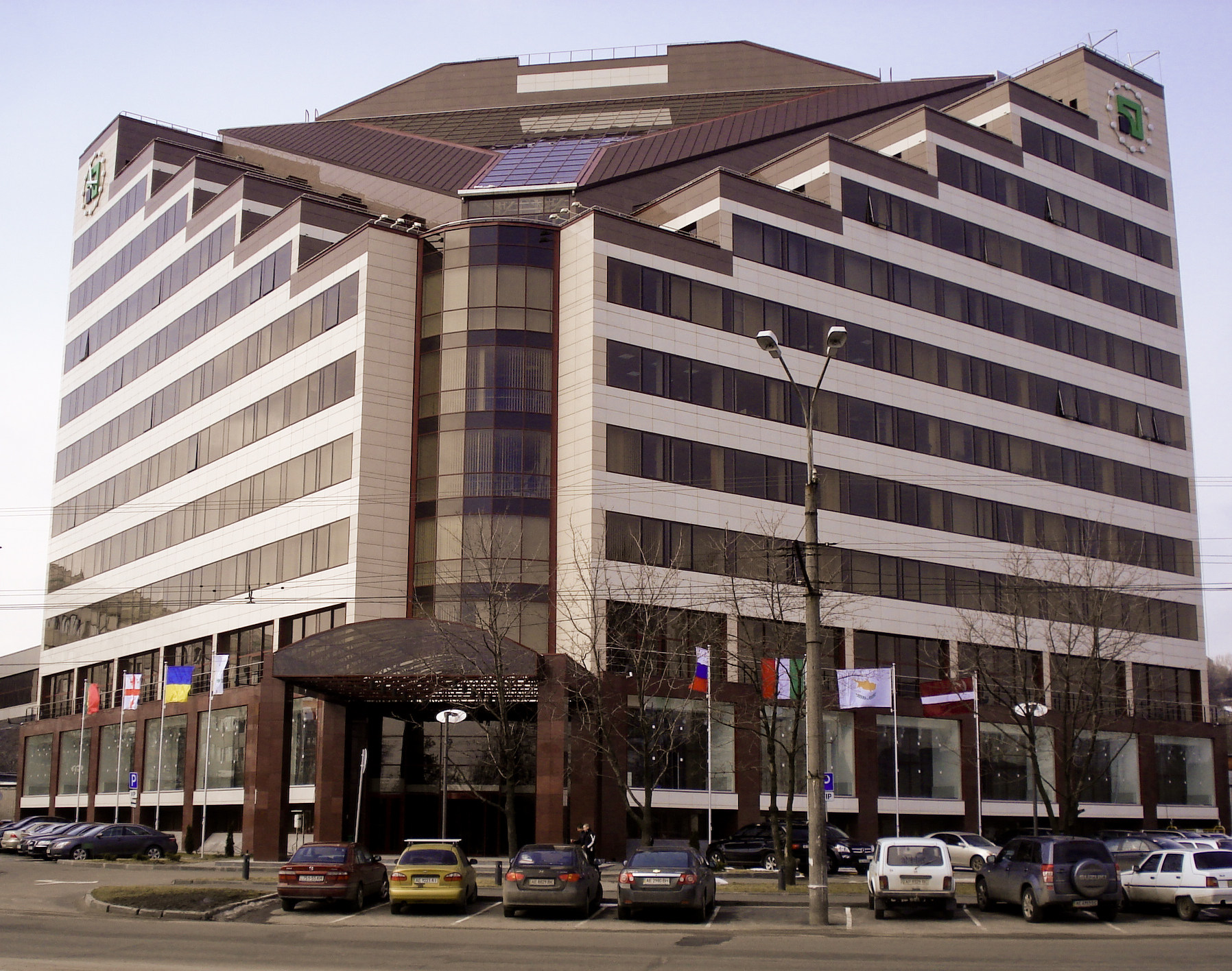
ساختمان مرکزی پرایوت‌بنک

پرایوت‌بنک (به انگلیسی: PrivatBank) بزرگترین بانک اوکراین است، که در سال ۱۹۹۲ راه‌اندازی شد و در حال حاضر مالک شبکه‌ای از ۳٫۳۰۳ شعبه بانک و ۶٫۹۷۵ دستگاه خودپرداز در کشورهای اوکراین، گرجستان، پرتغال، ایتالیا، لتونی، روسیه، قبرس و چین می‌باشد.
شعبه مرکزی پرایوت‌بنک در شهر دنیپروپتروفسک، اوکراین قرار دارد. این بانک هم‌اکنون دارای بیش از ۳٫۴ میلیون مشتری در اوکراین می‌باشد. گروه پرایوت مالکیت اکثریت سهام این بانک را در اختیار دارد.